# In Old Arizona
In Old Arizona (volně přeloženo jako Ve staré Arizoně) je western z roku 1928 s Warnerem Baxterem v hlavní roli. Příběh je inspirovaný postavou Cisco Kida z O. Henryho povídky The Caballero’s Way. Film získal na 2. ročníku udílení Oscarů pět nominací. Baxter si nakonec odnesl cenu za nejlepší mužský herecký výkon.

## Děj
Cisco Kid (Warner Baxter) je bandita, který se živí drobnými krádežemi. Na jeho dopadení je vypsaná odměna. Seržant Mickey Dunn (Edmund Lowe) chce Cisca dopadnout za každou cenu. I když je proslulý a známý, vždy se mu daří být krok před rukou zákona. Osudný mu je vztah s kráskou Toniou Maríou (Dorothy Burgess). Seržant Dunn ji přesvědčí, aby mu pomohla připravit na Kida léčku. Zamilovaný podvodník nemá ani ponětí, že mu Tonia zahýbá. Když dojde na poslední vyúčtování, omylem umírá Tonia a ne Cisco Kid. Ten se smíchem odchází do večerní pouštní krajiny.

## Obsazení
| Warner Baxter   | Cisco Kid   |
| Edmund Lowe     | Mickey Dunn |
| Dorothy Burgess | Tonia Maria |

## Zajímavosti
První celovečerní zvukový film natáčený v exteriérech. Natáčelo se nikoliv v Arizoně, ale v Utahu a v Kalifornii.
Původně byl do hlavní role obsazen Raoul Walsh. Po tom, co měl nehodu, při které přišel o oko, byl na poslední chvíli nahrazen Warnerem Baxterem.

## Ocenění

### Oscar
- Nejlepší herec – Warner Baxter (cena)
- Nejlepší film – Irving Cummings (nominace)
- Nejlepší režie – Frank Lloyd (nominace)
- Nejlepší scénář – Tom Barry (nominace)
- Nejlepší kamera – Arthur Edeson (nominace)